# Луноход
Лунохо́д — планетоход, предназначенный для передвижений по поверхности Луны. В более узком смысле луноход есть транспортное средство (транспортная платформа), предназначенное для передвижений по поверхности Луны. 
Луноходы могут управляться оператором дистанционно с Земли либо водителем прямо на месте (лунный автомобиль). Некоторые луноходы могут обходиться без оператора и служить самоходными роботами.

## Запущенные луноходы

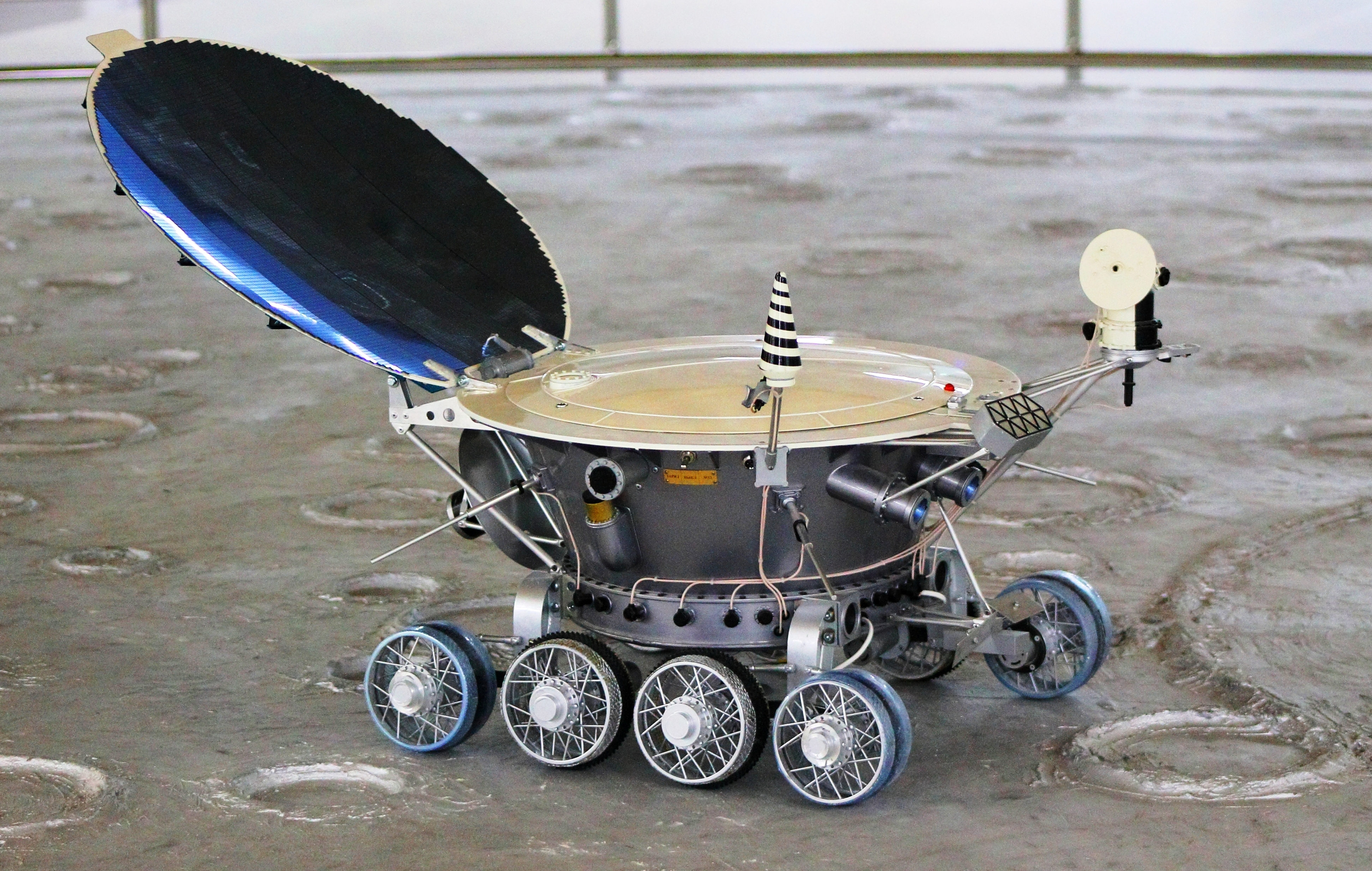
«Луноход-1» (модель)

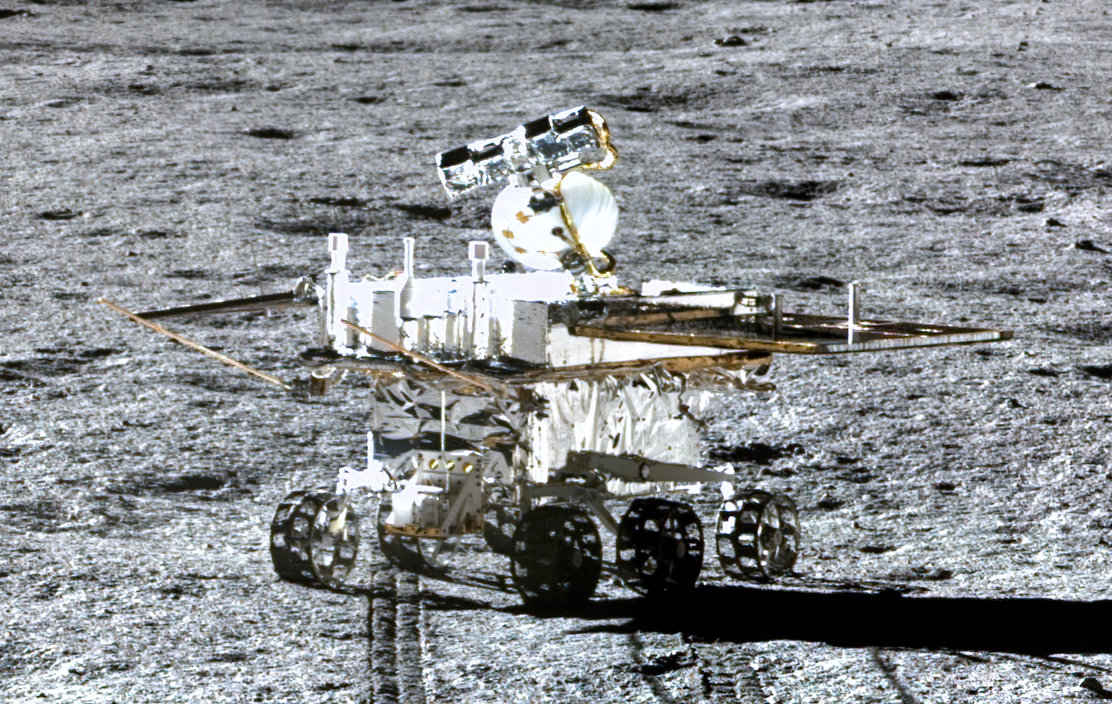
Луноход «Юйту-2» на Луне

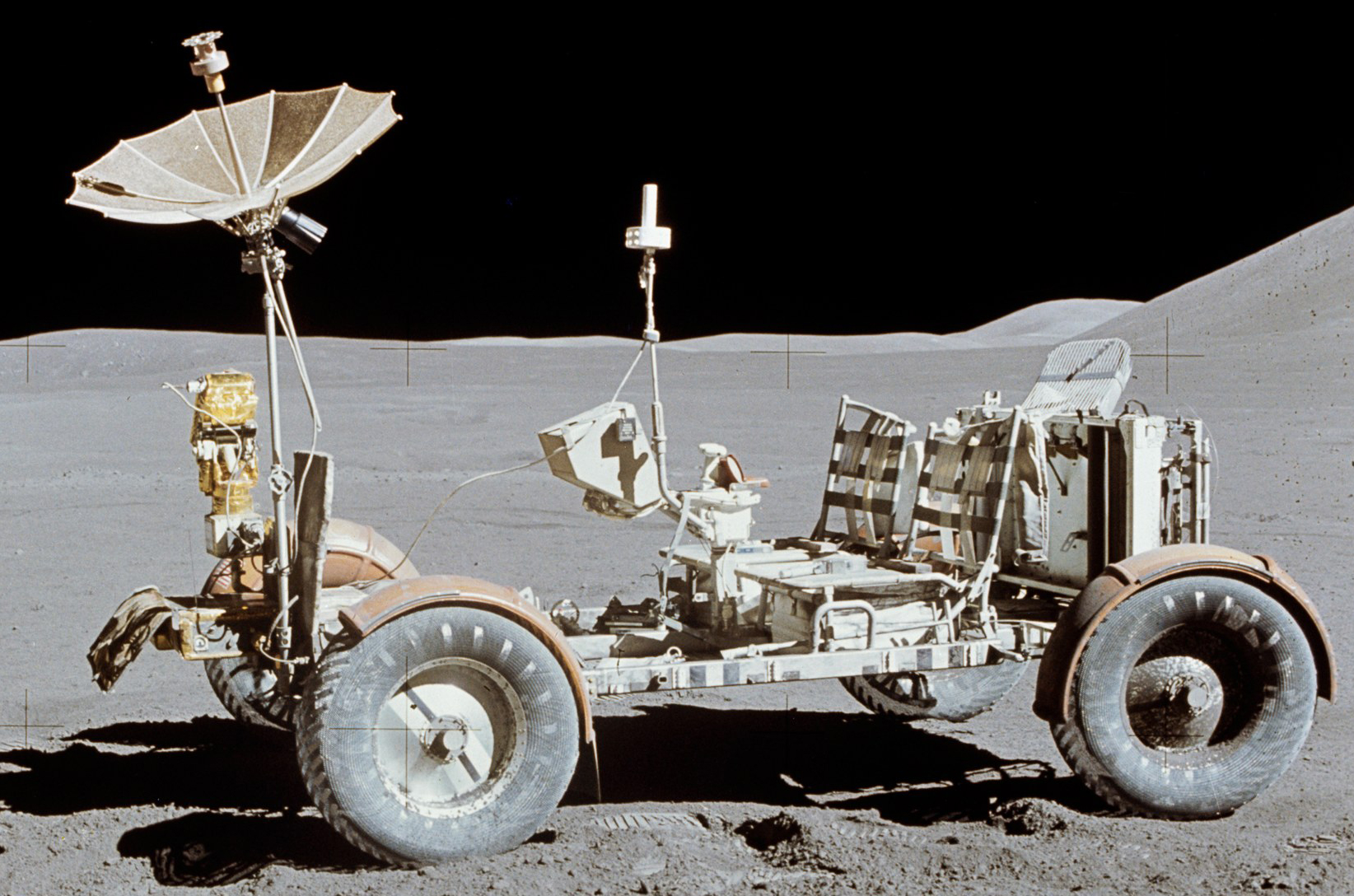
Лунный автомобиль экспедиции «Аполлон-15»

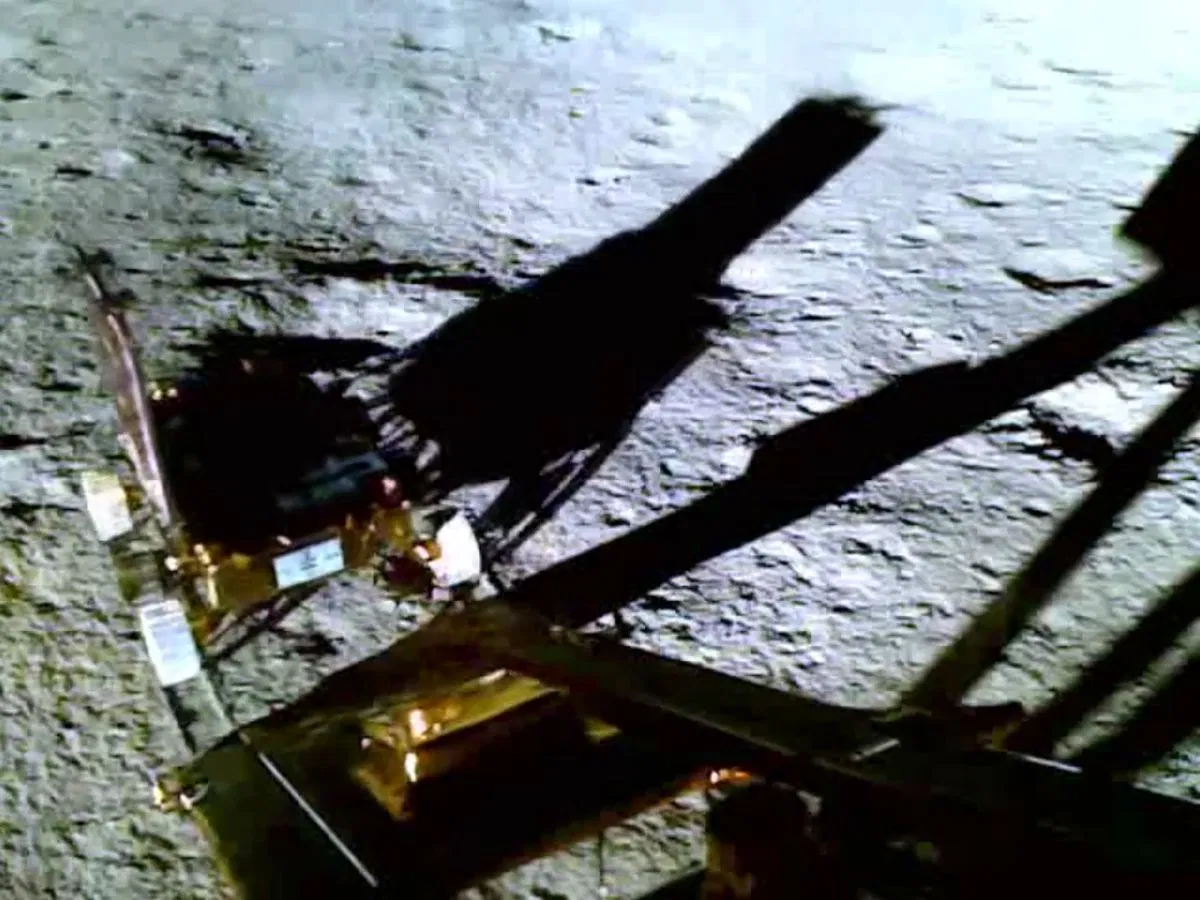
Луноход «Прагъян» спускается с посадочной платформы модуля «Викрам»

### Советская космическая программа «Луноход»
- «Луноход-1» — первый автоматический луноход, благополучно доставленный на Луну и выполнивший на Луне поставленную задачу. Доставлен на Луну 17 ноября 1970 года советским лунным кораблём-автоматом «Луна-17» (Е-8 № 203), стартовавшим 10 ноября 1970 года;
- «Луноход-2» — второй автоматический луноход. Доставлен на поверхность Луны 16 января 1973 года советским лунным кораблём-автоматом «Луна-21» (Е-8 № 204), стартовавшим 11 января 1973 года;

### Китайская лунная программа
- «Юйту» («Нефритовый Заяц») — 140-килограммовый луноход Китайской Народной Республики был доставлен на Луну аппаратом «Чанъэ-3», совершившим прилунение 14 декабря 2013 года. Луноход «Юйту» завершил работу 3 августа 2016 года.
- «Юйту-2» («Нефритовый Заяц-2») Китайской Народной Республики, однотипный с «Юйту», был доставлен на Луну аппаратом «Чанъэ-4», совершившим прилунение 3 января 2019 года в кратере Карман на обратной стороне Луны, где работает до сих пор.

### Американская космическая программа «Аполлон»
- Лунные автомобили использовались на Луне в ходе миссий «Аполлон-15», «Аполлон-16» и «Аполлон-17» в начале 1970-х годов.

### Индийская лунная программа
- «Прагъян» («Мудрость») был запущен рамках индийской экспедиции «Чандраян-2» и был рассчитан на работу в течение одного лунного дня (около 14 земных суток). 27 сентября 2019 года «Прагъян» разбился о поверхность Луны в результате неудачной посадки посадочного модуля «Викрам».
- Запуск миссии «Чандраян-3» состоялся 14 июля 2023 года. Посадка спускаемого модуля с луноходом «Прагъян» в южном полярном регионе Луны осуществлена 23 августа 2023 года.[1] В тот же день ровер «Прагъян» спустился на поверхность Луны.[2] Всего миссия должна занять 14 дней, за которые ровер может преодолеть до 500 метров.
- Далее Индия готовит, в сотрудничестве с японской JAXA, возвращаемую миссию «Чандраян-4», также к южному полярному региону Луны, где Индия будет предоставлять посадочный модуль, а Япония — пусковую установку и луноход[3][4].

### Японская лунная программа
- SLIM — японский посадочный аппарат, оснащённый двумя луноходами, запуск станции состоялся 7 сентября 2023 года, прилунение состоялось 19 января 2024 года[5].

### Частные луноходы
- «Hakuto-R[англ.]» — был запущен 11 декабря 2022 года в рамках совместной с японской частной компанией ispace[англ.] и Emirates Lunar Mission[англ.] (ОАЭ); 25 апреля 2023 года связь с посадочным аппаратом на конечном этапе посадки в лунном кратере Атлас потеряна[6][7][8].

## Неосуществлённые луноходы
- «Луноход-3» — третий автоматический луноход. Должен был быть доставлен на поверхность Луны в 1977 году советским лунным кораблём-автоматом «Луна-25» (запуск не состоялся). В настоящее время действующий экземпляр находится в музее НПО имени С. А. Лавочкина.
- SELENE-2[англ.] — планировавшаяся японская посадочная платформа с луноходом, однако проект был отменён в 2015 году.
- Конкурс Google Lunar X PRIZE по созданию лунохода и доставке его на Луну проходивший с 13 сентября 2007 года по 31 марта 2018 года. Конкурс был завершен, ни одна команда не смогла выполнить поставленных условий.
  - «Селеноход» — проект изучения Луны при помощи посадочного модуля и лунохода, разрабатывавшийся российской командой в рамках конкурса Google Lunar X PRIZE.
- VIPER (Volatiles Investigating Polar Exploration Rover) — первый американский луноход, разрабатываемый Исследовательским Центром Эймса в целях поиска полезных ископаемых и водяного льда в постоянно затенённых областях в районе южного полюса Луны. Запуск планировался в ноябре 2024 года. На фоне роста финансовых издержек при подготовке лунохода, а также посадочного модуля «Griffin», программа «VIPER» была завершена в июле 2024 года, при этом планировалось повторное использование лунохода в будущих миссиях, если НАСА удастся достичь подходящего соглашения с заинтересованными отраслевыми партнерами.[9][10].

## Список луноходов
Легенда:
| – Миссия успешная (или частично успешная) |  | – Миссия провалена или отменена |  |
| – Миссия сейчас в процессе работы         |  | – Миссия запланирована          |  |

| Миссия              | Луноход          | Страна/Агентство                      | Дата запуска         | Время работы на Луне                    | Пройденная дистанция      |
| ------------------- | ---------------- | ------------------------------------- | -------------------- | --------------------------------------- | ------------------------- |
| Луна-17             | Луноход-1        | СССР                                  | 17 ноября 1970       | 322 дней                                | 10,5 км                   |
| Луна-21             | Луноход-2        | СССР                                  | 15 января 1971       | 236 дней                                | 39 км                     |
| Аполлон-15          | Лунный Ровер-001 | NASA                                  | 26 июля 1971         | 3 часа 02 минут                         | 27,76 км                  |
| Аполлон-16          | Лунный Ровер-002 | NASA                                  | 16 апреля 1972       | 3 часа 26 минут                         | 26,55 км                  |
| Аполлон-17          | Лунный Ровер-003 | NASA                                  | 7 декабря 1972       | 4 часа 26 минут                         | 35,89 км                  |
| Чанъэ-3             | Юйту             | CNSA                                  | 14 декабря 2013      | 42 дней (луноход) 973 дней (вся миссия) | 114,8 метров              |
| Чанъэ-4             | Юйту-2           | CNSA                                  | 3 января 2019        | 2388 дней                               | 1.455 км (на январь 2023) |
| Чандраян-2          | Прагъян          | ISRO                                  | 6 сентября 2019      | 0                                       | 0                         |
| Hakuto-R Mission 1  | Рашид            | MBRSC                                 | Апрель 2023          | 0                                       | 0                         |
| Hakuto-R Mission 1  | Sora-Q           | Tomy/JAXA/Doshisha University         | Апрель 2023          | 0                                       | 0                         |
| Peregrine Mission 1 | Iris             | Astrobotic/Carnegie Mellon University | Июнь 2023            | TBD                                     | TBD                       |
| Peregrine Mission 1 | Colmena x5       | UNAM                                  | Июнь 2023            | TBD                                     | TBD                       |
| Чандраян-3          | Прагъян          | ISRO                                  | 14 июля 2023         | 10 дней                                 | 101,4 метров              |
| SLIM                | LEV-1            | JAXA                                  | 7 сентября 2023 года | TBD                                     | TBD                       |
| SLIM                | LEV-2            | JAXA                                  | 7 сентября 2023 года | TBD                                     | TBD                       |
| IM-2                | MAPP             | Lunar Outpost                         | Декабрь 2023         | TBD                                     | TBD                       |
| IM-2                | AstroAnt         | MIT                                   | Декабрь 2023         | TBD                                     | TBD                       |
| IM-2                | Micro-Nova       | Intuitive Machines                    | Декабрь 2023         | TBD                                     | TBD                       |
| IM-2                | Yaoki            | Dymon                                 | Декабрь 2023         | TBD                                     | TBD                       |
| IM-3                | Lunar Vertex     | NASA/Lunar Outpost                    | Q2 2024              | TBD                                     | TBD                       |
| IM-3                | CADRE x4         | NASA                                  | Q2 2024              | TBD                                     | TBD                       |
| VIPER               | VIPER            | NASA                                  | сентябрь 2025        | 0                                       | 0                         |
| Hakuto-R Mission 2  | ispace Rover     | Ispace                                | 2024                 | TBD                                     | TBD                       |
| Чанъэ-7             | Chang’e 7 rover  | CNSA                                  | 2026                 | TBD                                     | TBD                       |
| Чанъэ-7             | Chang’e 7 hopper | CNSA                                  | 2026                 | TBD                                     | TBD                       |
| Чанъэ-8             | Chang’e 8 rover  | CNSA                                  | 2028                 | TBD                                     | TBD                       |
| Чанъэ-8             | Chang’e 8 hopper | CNSA                                  | 2028                 | TBD                                     | TBD                       |
| TBD                 | Rashid 2         | MBRSC                                 | TBD                  | TBD                                     | TBD                       |